# Graham Martin

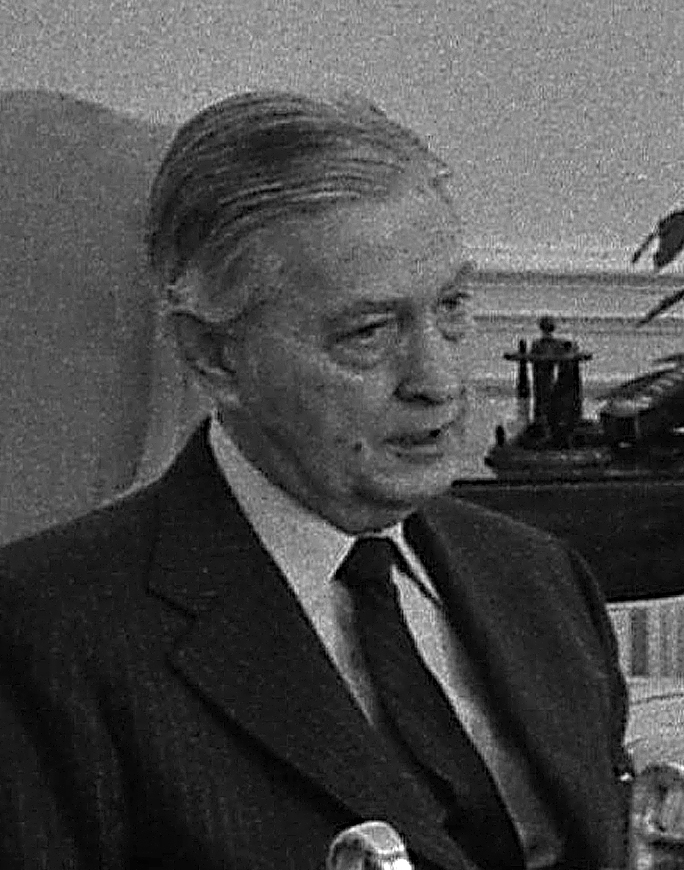
Graham Martin (1975)

Graham Anderson Martin (* 22. September 1912 in Mars Hill, Madison County, North Carolina; † 14. März 1990 in Winston-Salem, North Carolina) war ein US-amerikanischer Diplomat und letzter US-Botschafter in Saigon.

## Leben
Graham Martin machte 1932 seinen Abschluss an der Wake Forest University und trat danach in den Staatsdienst. Ab 1933 arbeitete er bei der National Recovery Administration im Stab von W. Averell Harriman; ab 1936 war er für die Social Security tätig. Während des Zweiten Weltkrieges diente er als Oberst im Army Air Corps.
Ab 1947 war er beim US-Außenministerium beschäftigt, das ihn bis 1955 als Attaché, Botschaftsrat und schließlich stellvertretenden Leiter der US-Botschaft in Paris einsetzte. Von 1957 bis 1959 fungierte er als Sonderassistent von C. Douglas Dillon, dem United States Under Secretary of State. Von 1960 bis 1962 war er Vertreter der USA bei den Vereinten Nationen in Genf, anschließend stellvertretender Koordinator der US-Regierung für die Alliance for Progress in der Entwicklungshilfebehörde USAID.
Von 1963 bis 1967 war er Botschafter der Vereinigten Staaten in Thailand und zugleich US-Vertreter im Rat der SEATO. In Bangkok baute er ein enges Verhältnis zwischen den USA und der thailändischen Militärregierung auf. Gemeinsam mit dem Auslandsgeheimdienst CIA unterstützte er den Aufbau des thailändischen Kommandos für Kommunistenbekämpfung, aus dem später das Internal Security Operations Command (ISOC) hervorging. Am 23. November 1965 wurde Martins Pflegesohn, First Lieutenant Glenn Dill Mann, bei einem Hubschraubereinsatz in Vietnam getötet. 1969 wurde Martin US-Botschafter in Rom; diesen Posten behielt er bis 1973.
Dann trat er die Nachfolge Ellsworth Bunkers als US-Botschafter in Südvietnam an. Diesen Posten behielt er bis zum Fall von Saigon bei. Martin verließ seinen Posten in Saigon am 30. April 1975, während die Stadt von Einheiten der Nordvietnamesischen Volksarmee eingekesselt wurde, und wurde während der Operation Frequent Wind vom Gelände der US-Botschaft in Saigon mit einem CH-46 Sea Knight-Hubschrauber auf die Blue Ridge ausgeflogen.
In der Folgezeit diente Martin als Sonderassistent des Außenministers Henry Kissinger und ambassador-at-large für den Pazifikraum, bis er in den Ruhestand ging. Er ließ sich in North Carolina nieder, wo er am 14. März 1990 im Forsythe Hospital in Winston-Salem an einem Herzleiden verstarb. Er wurde auf dem Nationalfriedhof Arlington bestattet.